# Temple Linquanyuan
 (janvier 2010).
Si vous disposez d'ouvrages ou d'articles de référence ou si vous connaissez des sites web de qualité traitant du thème abordé ici, merci de compléter l'article en donnant les références utiles à sa vérifiabilité et en les liant à la section « Notes et références ».
Le Temple Shaolin du Sud (chinois : 南少林 ; pinyin : nán shàolín), également nommé Temple Linquanyan (chinois : 林泉院 ; pinyin : línquányuàn), situé à 10 kilomètres du centre urbain de la ville-préfecture] de Putian, province du Fujian, en République populaire de Chine, est un ancien temple et monastère du bouddhisme. Entièrement détruit, ses ruines furent redécouvertes en 1986, et un nouveau temple fut reconstruit.
Ce temple est parfois désigné comme le légendaire Monastère Shaolin du Sud, bien qu'il n'existe pas de preuves archéologiques sur cette affiliation. 

## Histoire
Le temple fut construit pour enrayer la violence qui régnait dans la région.
Ce temple fut détruit sous la dynastie Qing, lorsque les moines Shaolin (environ 500 selon les légendes transmises oralement) se rebellèrent contre le pouvoir.

## Religion
On y pratique le bouddhisme theravada (chinois : 上座部佛教 ; pinyin : shàngzuòbù fójiào ; litt. « bouddhisme du siège d'honneur »).

## Arts martiaux
Y sont généralement associés les arts martiaux du Sud de la Chine (nanquan) tels Hung-gar, Mo Gar, Choy Lee Fat et Wing Chun.
Spécificités : les postures sont souvent hautes sauf pour certains styles tels que le Hung Gar, les mouvements plutôt courts, l'accent est mis sur la force physique et la vitesse.